# Fortifications de La Cavalerie
Les fortifications de La Cavalerie sont des fortifications situées à La Cavalerie, dans le département français de l'Aveyron.

## Historique
Situé au nord du plateau du Larzac, La Cavalerie a été créé au XIIe siècle par les templiers de la commanderie de Sainte-Eulalie, installés ici dès 1152.
À la suite d'un conflit avec la ville de Millau, les templiers construisent un village sur le site actuel. Pendant la guerre de Cent Ans, le Larzac, mal défendu et riche en bétail, attire les gens de guerre. Le commandeur de Sainte-Eulalie, Bertrand d’Arpajon, décide de fortifier les lieux importants de sa commanderie : Le Viala du Pas de Jaux en 1430, puis La Cavalerie, La Couvertoirade en 1439 et  Sainte-Eulalie en 1442. À la Cavalerie, est bâtie une enceinte quadrangulaire avec une tour à chacun des trois angles ; au quatrième angle se trouve le château. Les guerres de Religion éprouveront les populations du Larzac, du XVIe siècle et début XVIIe siècle. Dans les années 1580, le château est détruit par les Huguenots. On rabaissera alors les tours pour démilitariser le village. Au siècle suivant la prospérité retrouvée s’exprime par la construction d’une tour en avant de la porte principale et d’hôtels particuliers. 

## Description
L'enceinte fortifiée quadrangulaire avec ses trois tours rondes du XVe siècle, et sa tour-porte construite après les guerres de Religion  du XVIIIe siècle, possède un cachet particulier.

## Localisation
Ces fortifications sont situées dans la commune de La Cavalerie, dans le département français de l'Aveyron (région Occitanie).

## Inscription
Les fortifications sont inscrites au titre des monuments historiques en 1998.